# G7北九州エネルギー大臣会合
G7北九州エネルギー大臣会合（Gセブンきたきゅうしゅうエネルギーだいじんかいごう、英語: G7 Kitakyushu Energy Ministerial Meeting）は、2016年5月1日から5月2日に日本の福岡県北九州市で開催された先進国大臣会合。伊勢志摩サミットの関係閣僚会合のひとつ。5月1日に歓迎行事が実施され、5月2日に大臣会合とエクスカーションが開催された。会議後、共同声明が発表された。

## 開催地について
開催地の決定にあたり、経済産業省は2015年7月3日に宮澤洋一経済産業大臣（当時）の発言として「北九州市は八幡製鉄所の創業以来、重化学工業地帯として発展し、日本の産業近代化や高度経済成長を牽引してきた。現在では、世界に先駆けるエネルギー政策を掲げており、エネルギー大臣会合の開催地としてふさわしい」と発表した。
北九州市は、工場で製造した水素や再生可能エネルギーをICT活用により効率的に地域エネルギーとして供給する「スマートコミュニティ創造事業」の推進など、循環型社会を目指したエネルギー供給システムに力を入れ、世界に先駆けた環境・エネルギー政策等に取り組んでいる。
2011年には、過去の公害を克服した歴史や北九州エコタウンをはじめとする先駆的な環境政策が評価され、経済協力開発機構(OECD)から世界の4つのグリーン成長都市に選定された実績を持つ（他の3都市はパリ、シカゴ、ストックホルム）。

## 出席者
- 日本：林幹雄（経済産業大臣）
- アメリカ合衆国：アーネスト・モニス（エネルギー長官）
- カナダ：ジム・カー（天然資源大臣）
- イタリア：テレサ・ベラノーヴァ（経済振興副大臣）
- イギリス：アンドレア・リードソン（エネルギー・気候変動省閣外大臣）
- ドイツ：ライナー・ベイク（経済・エネルギー省政務次官）
- フランス：リガード（エコロジー・持続可能開発・エネルギー省局長）
- 欧州委員会：アリアス・カニェーテ（委員）
- 国際再生可能エネルギー機関（IRENA）：アドナン・アミン（事務局長）
- 国際エネルギー機関（IEA）：ファティ・ビロル（事務局長）

## 関連行事
2016年3月、フォーリンプレスセンターが、外国メディアを対象とした北九州市プレスツアー「日本のエネルギー利用の未来を見つめる最前線」を実施した。